# Jouk (IRM)
Pour les articles homonymes, voir Jouk.
Le Jouk, ou IRM Jouk, un char du génie de reconnaissance technique russe.

## Description
L'équipage de la voiture est composé de trois personnes : un mécanicien, un opérateur radio et un commandant. Il y a aussi un compartiment d'atterrissage pour le compartiment du sapeur[Quoi ?], qui peut accueillir jusqu'à 6 personnes. 
La machine est basée sur des véhicules de combat d' infanterie BMP-1 et BMP-2. Le corps est une construction soudée en acier blindé. Sur le toit, il y a trois écoutilles pour la sortie de l'équipage. Il y a une trappe supplémentaire dans le bas de la voiture. 
La principale arme utilisée était la mitrailleuse PKT 7,62 mm, les munitions sont de 1 000 cartouches [3] . 
Pour la communication, deux ensembles de stations radio R-123 sont utilisés dans l'IWM[Quoi ?]. 
Pour surveiller le terrain et effectuer des missions de combat, l'IWM est équipé des installations d'observation suivantes : 
Le dispositif de travail de nuit du NPD ; 
Les autobus d'artillerie PAB-2M ; 
Télémètre DSP-30 ; 
Le dispositif d'ingénierie de reconnaissance photographique UIF ; 
Périscope de grande augmentation en PBU 
Instrument d'observation PIR-451. 
Pour opérer sur la zone contaminée de la machine, il y a une unité de ventilation par filtre. Pour travailler dans des conditions de contamination nucléaire, l’IRM "Jouk" a installé un diffractomètre radiomètre-rayons X DP-3B. En cas de contamination chimique, un appareil VPHR est utilisé pour déterminer les agents toxiques. 
Pour la reconnaissance des champs de mines, l'IRM est équipé d'un détecteur de croisement . Les éléments du détecteur de mines sont situés devant la machine. En plus des détecteurs intégrés, il existe deux détecteurs manuels de mines IMP et un détecteur de mines de plongée MIV. 
Entre autres choses, l'IRM dispose d'un ensemble d'outils pour effectuer des missions de combat, dont : 
Kit de déminage ; 
15 kg de TNT ; 
1 lampe de poche rechargeable ; 
Sondeur d'écho (sonar d'ingénierie de petite taille IG-1M [1] (lien inaccessible)) ; 
6 lampes P2M ; 
Débitmètre ; 
Pénétromètre manuel RP-2 ; 
Deux bobines de fil de sapeur СПП-2 ; 
Ensemble de signes lumineux ; 
Machine de dynamitage KPM-1 ; 
Pont linéaire LM-48 ; 
2 sacs de SMP mineure-démolisseur ; 
Ohmmètre M-57.

## Galerie d'images

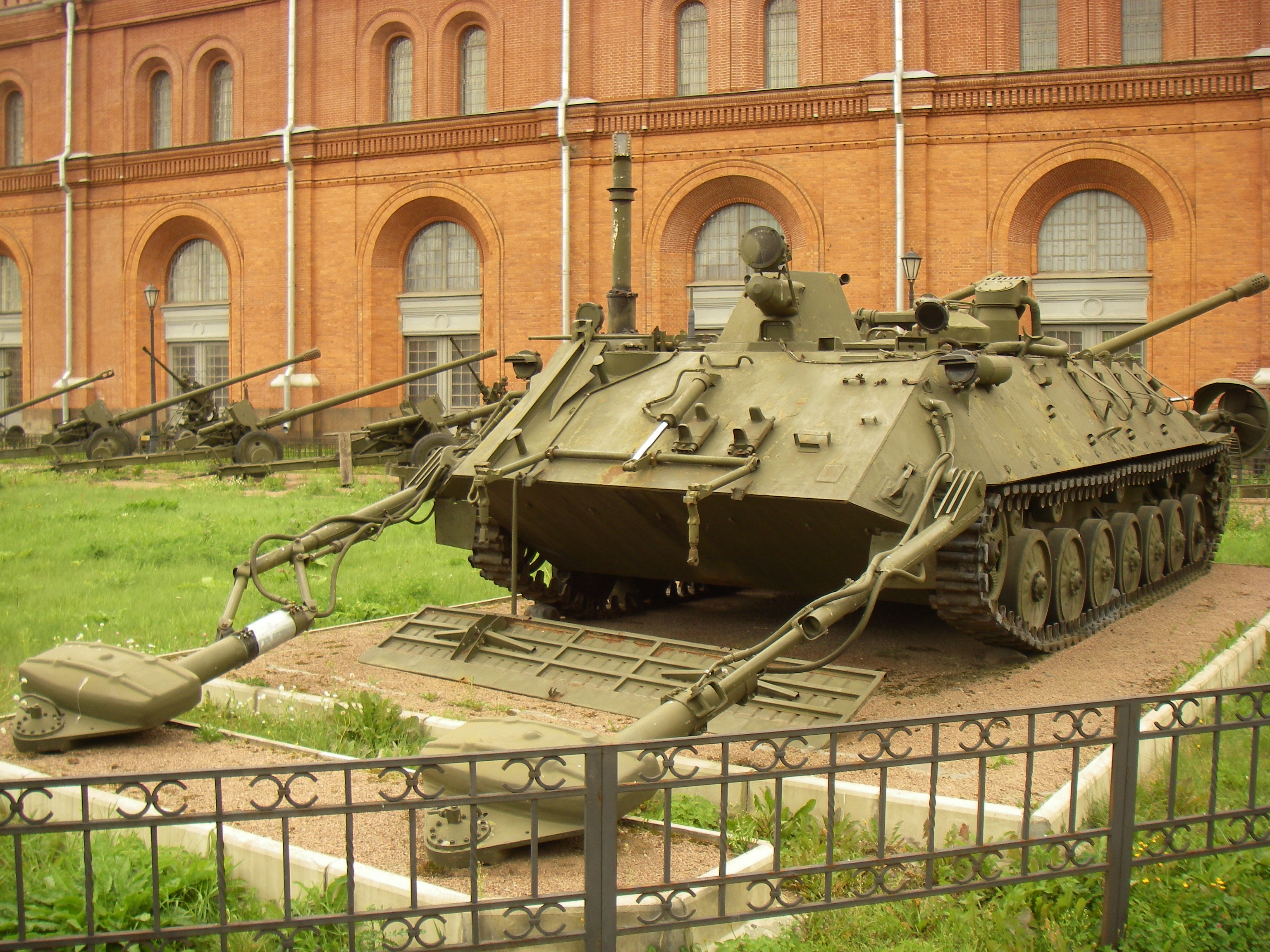
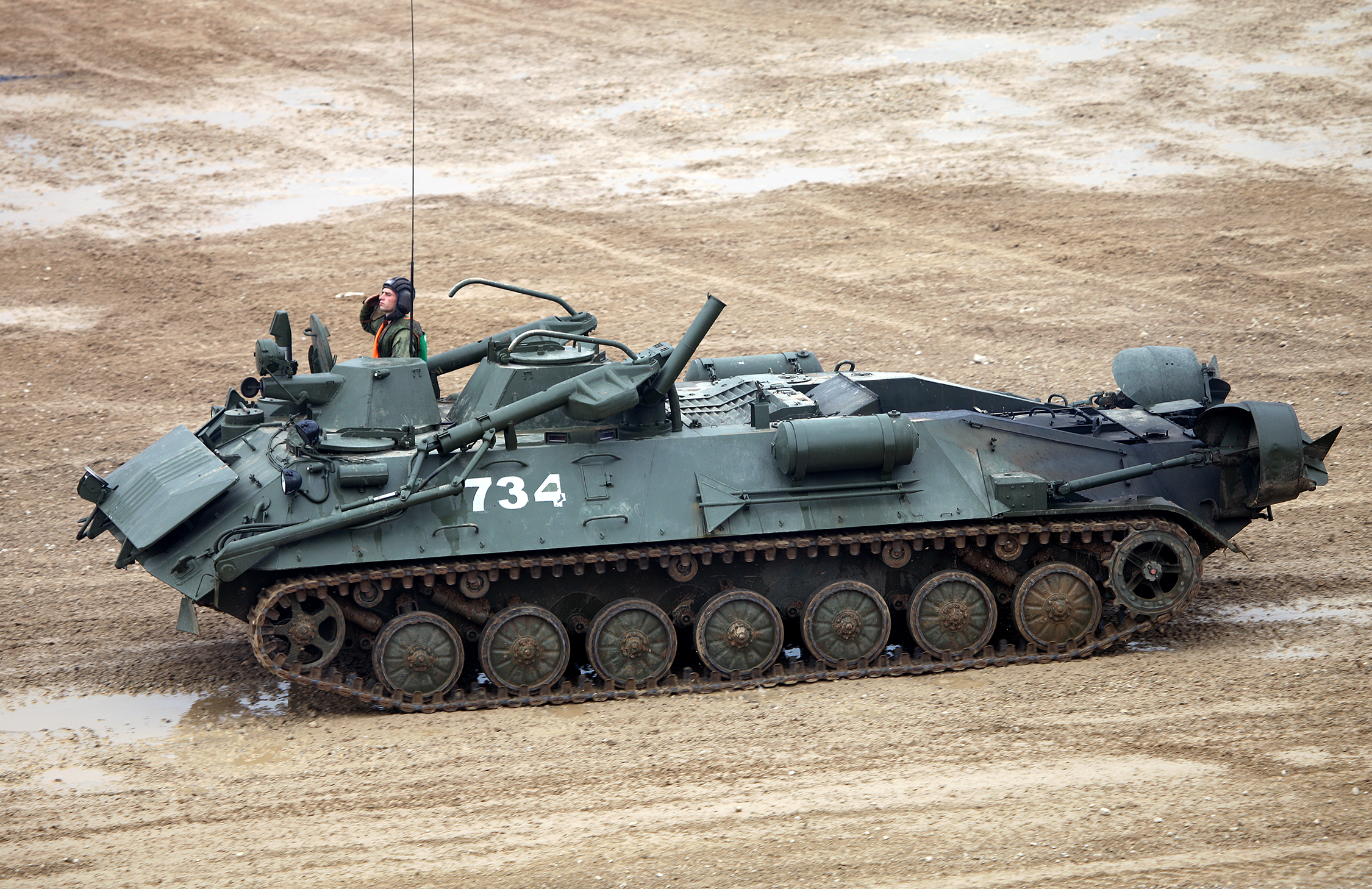
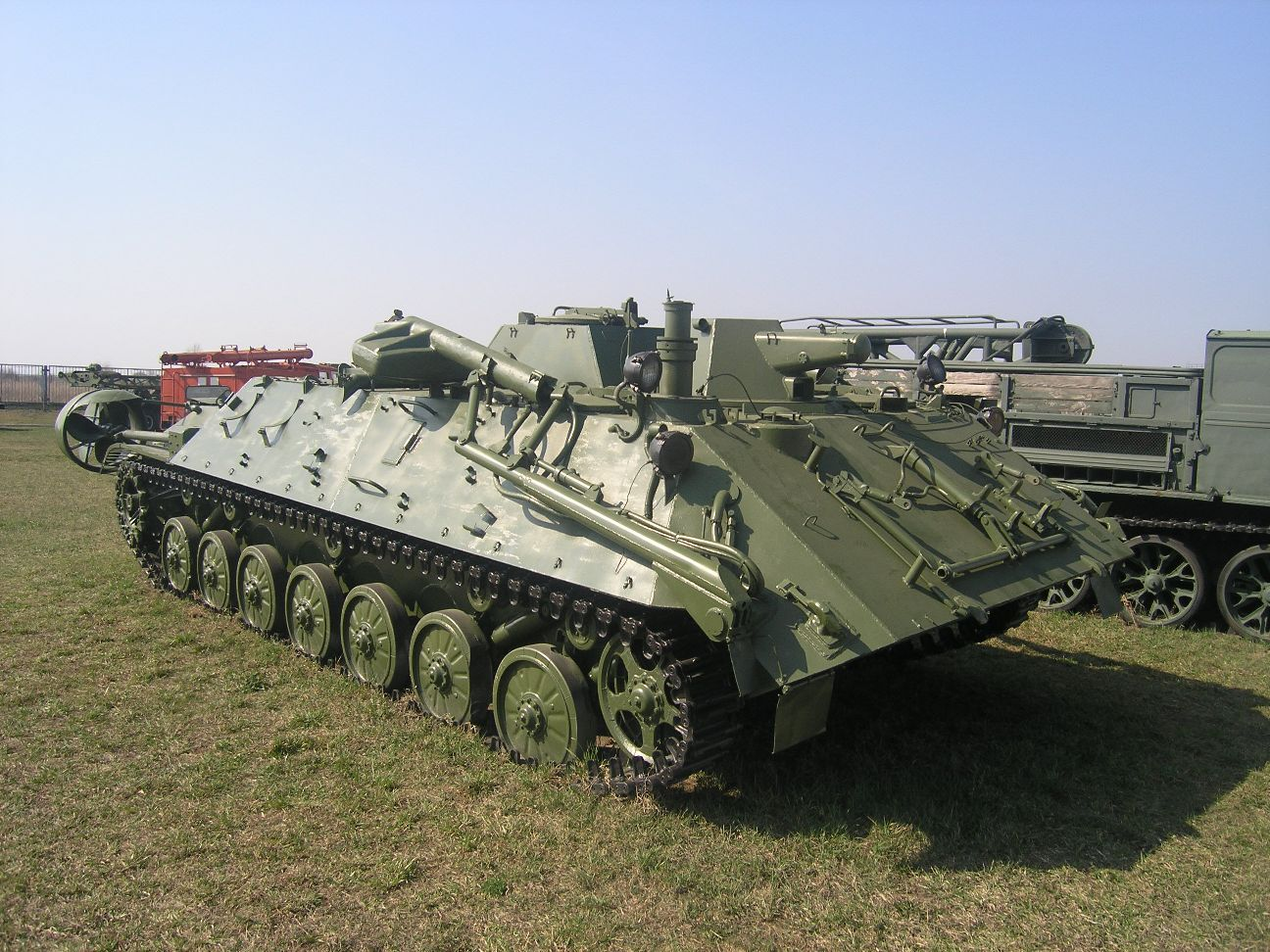

## Opérateur
- Russie
- Nicaragua